# Clariden
Il Clariden (3.267 m s.l.m.) è una montagna delle Alpi Glaronesi (sottosezione Alpi Urano-Glaronesi). Si trova a cavallo del Canton Uri e del Canton Glarona in Svizzera.

## Descrizione
La montagna è collocata a sud del Passo del Klausen e ad est del Gross Schärhorn. Si può salire sulla montagna partendo dalla Claridenhütte (2.457 m).